# Rees Greenwood
Rees Greenwood (sinh ngày 10 tháng 12 năm 1996) là một cầu thủ bóng đá người Anh hiện tại là cầu thủ tự do.

## Sự nghiệp
Sinh ra ở Winlaton ở Gateshead, Greenwood bắt đầu sự nghiệp với đội bóng địa phương Sunderland. Anh gia nhập câu lạc bộ lúc 8 tuổi và thi đấu ở các đội trẻ, ra mắt ở Premier League vào ngày 15 tháng 5 năm 2016 trong trận hòa 2–2 trên sân khách trước Watford. Đó là lần duy nhất anh thi đấu cho câu lạc bộ và sau đó anh gia nhập Gateshead vào tháng 1 năm 2018.
Greenwood gia nhập Falkirk vào tháng 7 năm 2018. Anh bị giải phóng vào ngày 5 tháng 10 năm 2018 sau 4 lần ra sân. Anh ghi một bàn cho câu lạc bộ vào lưới Partick Thistle vào ngày 4 tháng 8.

## Thống kê sự nghiệp
Tính đến trận đấu diễn ra ngày 28 tháng 7 năm 2018 
| Câu lạc bộ          | Mùa giải            | Giải vô địch          | Giải vô địch | Giải vô địch | Cúp FA  | Cúp FA    | Cúp Liên đoàn | Cúp Liên đoàn | Khác    | Khác      | Tổng    | Tổng      |
| Câu lạc bộ          | Mùa giải            | Hạng đấu              | Số trận      | Bàn thắng    | Số trận | Bàn thắng | Số trận       | Bàn thắng     | Số trận | Bàn thắng | Số trận | Bàn thắng |
| ------------------- | ------------------- | --------------------- | ------------ | ------------ | ------- | --------- | ------------- | ------------- | ------- | --------- | ------- | --------- |
| Sunderland          | 2015–16             | Premier League        | 1            | 0            | 0       | 0         | 0             | 0             | 0       | 0         | 1       | 0         |
| Sunderland U-23     | 2016–17             | Premier League 2      | —            | —            | —       | —         | —             | —             | 3       | 0         | 3       | 0         |
| Sunderland U-23     | 2017–18             | Premier League 2      | —            | —            | —       | —         | —             | —             | 3       | 1         | 3       | 1         |
| Sunderland U-23     | Tổng                | Tổng                  | 0            | 0            | 0       | 0         | 0             | 0             | 6       | 1         | 6       | 1         |
| Gateshead           | 2017–18             | National League       | 8            | 0            | 0       | 0         | 0             | 0             | 0       | 0         | 8       | 0         |
| Falkirk             | 2017–18             | Scottish Championship | 3            | 1            | 0       | 0         | 1             | 0             | 0       | 0         | 4       | 1         |
| Tổng cộng sự nghiệp | Tổng cộng sự nghiệp | Tổng cộng sự nghiệp   | 9            | 0            | 0       | 0         | 0             | 0             | 0       | 0         | 9       | 0         |

1. 1 2  Appearances in EFL Trophy